# Curt Moses

Curt Moses, född den 25 augusti 1886 i Breslau, död troligen i juli 1941 i Riga, var en tysk affärsman.

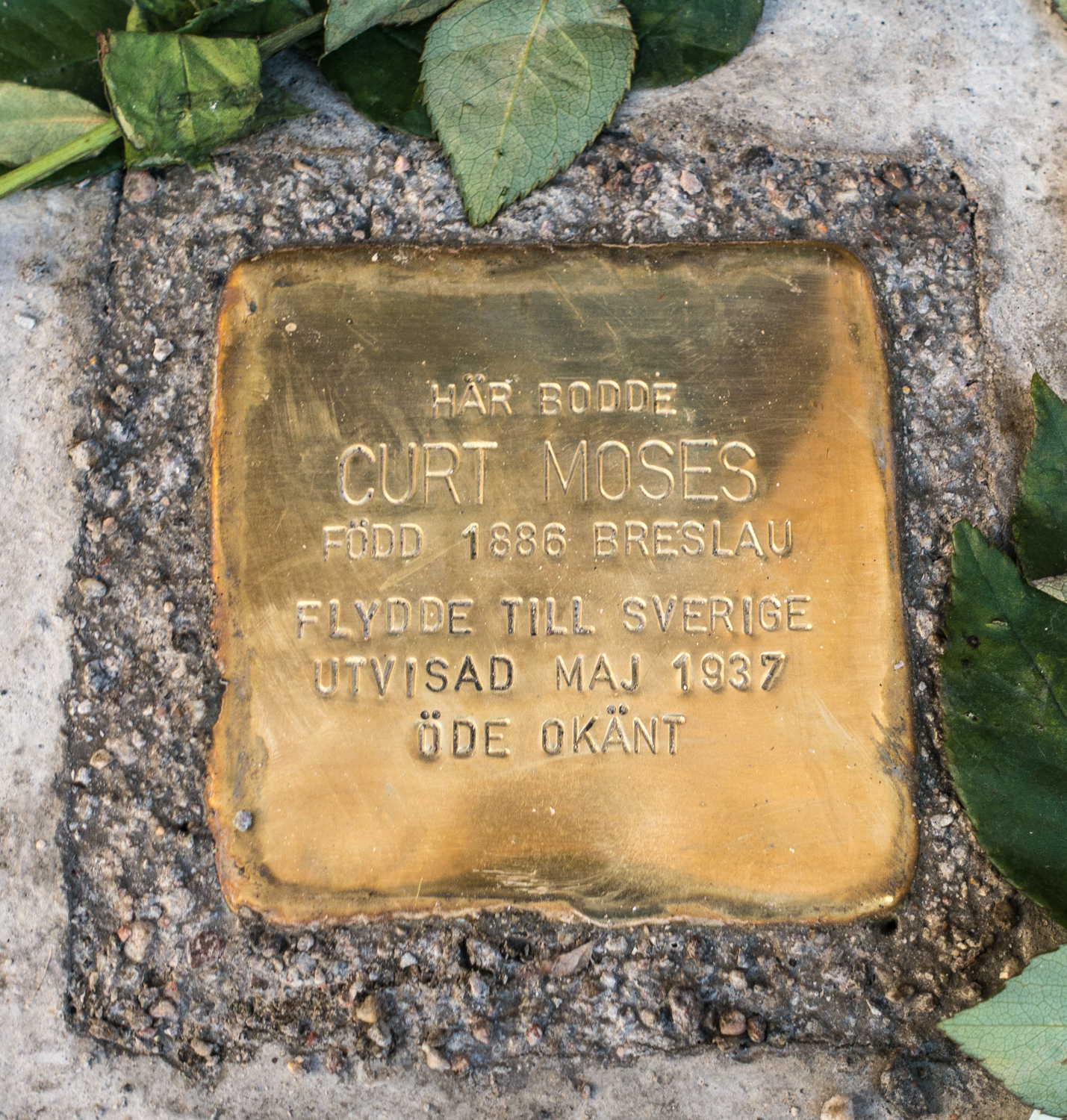
Snubbelsten för Curt Moses på Gumshornsgatan 6 i Stockholm.

Moses var affärsman och kom till Sverige 1933 med sin mor som blev sjuk. De återvände till Breslau (nuvarande Wroclaw) där modern avled. Moses återvände då till Sverige och bodde hos sin svåger och syster. Han fick stanna 1935 men fick året därpå avslag på sin ansökan. Han ansökte igen om uppehållstillstånd från Norge hösten 1936 och vistades i Sverige 1936/37 några månader utan tillstånd. Han förpassades från Sverige i slutet av maj 1937 och vistades bland annat i Danmark och Norge varifrån han två gånger försökte komma in i Sverige 1938.
Under denna tid gjorde hans svåger, ingenjör Emanuel Bengtsson, stora insatser för att Moses skulle få stanna i Sverige. Han vädjade till kungen flera gånger samt reste även ner till Sassnitz. Till slut fick Moses uppehållstillstånd i Lettland i september 1938, där han 1940–1944 var skriven på en adress i Riga.
Moses mördades troligen i juli 1941 under den tyska ockupationen av Lettland.

## Eftermäle
Till minne av Curt Moses och hans öde placerades i juni 2019 en snubbelsten vid Gumshornsgatan 6 i Stockholm.